# 克莱县 (西弗吉尼亚州)
克萊县（英語：Clay County）是位於美国西維吉尼亞州中部的一個縣，面積890平方公里。根據2020年美國人口普查，共有人口8,051人。縣治克萊。該縣成立於1858年3月29日，縣名紀念著名歷任聯邦參、眾議員和美国国务卿的亨利·克莱。